# Samuel Isaksen
Samuel Isaksen (Larvik, 14 aprile 1982) è un calciatore norvegese, centrocampista del Nesjar.

## Carriera

### Club
Isaksen giocò per il Larvik Turn, prima di passare al Sandefjord. Esordì nella 1. divisjon con questa maglia, subentrando a Odd Ivar Kjærås nella sconfitta per 2-0 sul campo dello HamKam. Il 16 maggio segnò la prima rete, nel 2-2 in casa dello Ørn-Horten. Contribuì alla promozione della squadra al termine del campionato 2005.
Il 9 aprile 2006, debuttò nella Tippeligaen: fu titolare nel pareggio a reti inviolate contro lo Stabæk. Il 7 maggio, arrivò la prima realizzazione nella massima divisione norvegese, nella sconfitta per 3-1 in casa del Rosenborg.
Alla fine del campionato 2007, la squadra retrocesse in Adeccoligaen, ma conquistò l'immediata promozione. Isaksen fu il primo calciatore della storia del Sandefjord a raggiungere le 200 presenze, tra campionato e coppa, con questa maglia.
Il 26 agosto lasciò la squadra ed il calcio professionistico, andandosi a legare al Larvik Turn.